# Jonathan Turra
Jonathan Aníbal Turra Yévenes (Bulnes, Chile; 6 de julio de 2001) es un exfutbolista chileno. Jugaba de defensa y pasó su carrera en el club Ñublense, donde disputó tres temporadas. 
Anunció su retiro anticipado en enero de 2023, a los 21 años de edad, debido a una seria artrosis de cadera.

## Trayectoria
Nacido en Bulnes, Turra entró a las inferiores de Ñublense a los 13 años, y fue promovido al primer equipo en la temporada 2019 año en que debutó en la Primera B.
Formó parte del plantel que ganó el título de la Primera B 2020 y obtuvo el regreso a primera división. Debutó en la primera división el 12 de abril en la victoria por 3-1 sobre Cobresal.
En 2022 se sometío a una operación debido a una artrosis de cadera que comprometía su carrera. Tras su recuperación, regresó a las canchas el 25 de junio ante Independiente de Cauquenes por la Copa Chile, sin embargo tras el encuentro las continuas molestias de su cadera lo llevaron a, en enero de 2023, anunciar su retiro como jugador a los 21 años.

## Estadísticas
| Club             | Div.          | Temporada     | Liga  | Liga  | Copas nacionales | Copas nacionales | Torneos internacionales | Torneos internacionales | Total | Total |
| Club             | Div.          | Temporada     | Part. | Goles | Part.            | Goles            | Part.                   | Goles                   | Part. | Goles |
| ---------------- | ------------- | ------------- | ----- | ----- | ---------------- | ---------------- | ----------------------- | ----------------------- | ----- | ----- |
| Ñublense · Chile | 2.ª           | 2019          | 1     | 0     | 0                | 0                | —                       | —                       | 1     | 0     |
| Ñublense · Chile | 2.ª           | 2020          | 11    | 0     | 0                | 0                | —                       | —                       | 11    | 0     |
| Ñublense · Chile | 1.ª           | 2021          | 13    | 1     | 6                | 0                | —                       | —                       | 19    | 1     |
| Ñublense · Chile | 1.ª           | 2022          | —     | —     | 1                | 0                | —                       | —                       | 1     | 0     |
| Ñublense · Chile | Total club    | Total club    | 25    | 1     | 7                | 0                | 0                       | 0                       | 32    | 1     |
| Total carrera    | Total carrera | Total carrera | 25    | 1     | 7                | 0                | 0                       | 0                       | 32    | 1     |
| 1. 2.            |               |               |       |       |                  |                  |                         |                         |       |       |

## Palmarés

### Títulos nacionales
| Título             | Club     | País  | Año  |
| ------------------ | -------- | ----- | ---- |
| Primera B de Chile | Ñublense | Chile | 2020 |